# Іст-Гонолулу (Гаваї)
Іст-Гонолулу (англ. East Honolulu) — переписна місцевість (CDP) в США, в окрузі Гонолулу штату Гаваї. Населення — 49 914 осіб (2010).

## Географія
Іст-Гонолулу розташований за координатами 21°17′21″ пн. ш. 157°43′2″ зх. д. / 21.28917° пн. ш. 157.71722° зх. д. (21.289056, -157.717345).  За даними Бюро перепису населення США в 2010 році переписна місцевість мала площу 89,25 км², з яких 59,60 км² — суходіл та 29,65 км² — водойми.

## Демографія
Згідно з переписом 2010 року, у переписній місцевості мешкало 49 914 осіб у 17 684 домогосподарствах у складі 13 854 родин. Густота населення становила 559 осіб/км².  Було 18774 помешкання (210/км²).
Расовий склад населення:
| - 49,1 % — азіатів - 27,3 % — білих - 2,8 % — вихідців з тихоокеанських островів - 0,5 % — чорних або афроамериканців - 0,1 % — корінних американців |

До двох чи більше рас належало 19,5 %. Частка іспаномовних становила 4,1 % від усіх жителів.
За віковим діапазоном населення розподілялося таким чином: 19,4 % — особи молодші 18 років, 59,6 % — особи у віці 18—64 років, 21,0 % — особи у віці 65 років та старші. Медіана віку мешканця становила 47,2 року. На 100 осіб жіночої статі у переписній місцевості припадало 95,5 чоловіків;  на 100 жінок у віці від 18 років та старших — 93,8 чоловіків також старших 18 років.
Середній дохід на одне домашнє господарство  становив 136 604 долари США (медіана — 112 548), а середній дохід на одну сім'ю — 150 448 доларів (медіана — 124 693). Медіана доходів становила 74 922 долари для чоловіків та 54 341 долар для жінок. За межею бідності перебувало 3,9 % осіб, у тому числі 3,5 % дітей у віці до 18 років та 4,2 % осіб у віці 65 років та старших.
Цивільне працевлаштоване населення становило 24 479 осіб. Основні галузі зайнятості: освіта, охорона здоров'я та соціальна допомога — 24,8 %, науковці, спеціалісти, менеджери — 14,4 %, мистецтво, розваги та відпочинок — 11,3 %, фінанси, страхування та нерухомість — 9,1 %.